# 황재경
황재경(1965년 4월 22일~)은 대한민국의 성우이다. 1986년 KBS 20기로 입사했으며 한국방송 성우극회 소속이다.

## 주요 출연작품

### 애니메이션
- 별나라 요정 코미(KBS) - 빈 / 왕비 / 레오 / 루빈 왕자 / 핑퐁

### 영화
- 007 죽느냐 사느냐(KBS)
- 12 몽키즈(SBS)
- 13번째 전사(KBS) - 올가 (마리아 보네비)
- 데몰리션 맨 (SBS) - 경찰(패트리샤 리브)
- 동창회 대소동(KBS) - 트레이시
- 런어웨이 브라이드(KBS)
- 마이티 조 영(KBS) - 제이슨(코리 벅)
- 못말리는 서스펙트(KBS) - 바티스타
- 못말리는 첩보원(KBS)
- 미로(KBS) - 여성판사
- 밀레니엄 캅(KBS) - 세마 어머니
- 볼사리노 2(KBS)
- 브렌단 & 트루디(KBS)
- 브리짓 존스의 일기(KBS) - 나타샤 (엠베스 데이비츠)
- 비련의 연인(KBS) - 줄리아
- 비밀 투표(KBS)
- 사랑의 용기(SBS)
- 사소한 이야기들(KBS) - 훌리아
- 성룡의 홍번구(SBS)
- 아내는 스모왕(SBS)
- 애스트로넛(SBS)
- 어바웃 슈미트(KBS) - 산드라 (셰릴 하마다)
- 엑시덴탈 스파이(KBS)
- 이노센트(KBS) - 마리아
- 인디아나 존스: 최후의 성전(KBS) - 도노반 부인(아일라 블레어)/인디의 친구(J. J. 하디)/조교
- 인생은 아름다워(KBS) - 도라의 친구(라파엘라 레보로니)
- 재회(KBS)
- 제5원소(SBS)
- 천방지축(KBS)
- 캐치 미 이프 유 캔(SBS) - 양복가게 주인(캔디스 아자라)/은행 직원(엘리자베스 뱅크스)
- 컷 런스 딥(KBS) - 웡 부인(코니 우)
- 투 웡 푸(KBS)
- 폴리스 스토리(SBS) - 여경(유아려)
- 화양연화(KBS)
- 해바라기(KBS)

### 게임
- 팡야(누리)

### 외화
- 스타는 괴로워(KBS)
- 커맨더 인 치프(KBS) - 자르코바
- 불멸의 사나이(KBS)